# Объект 117

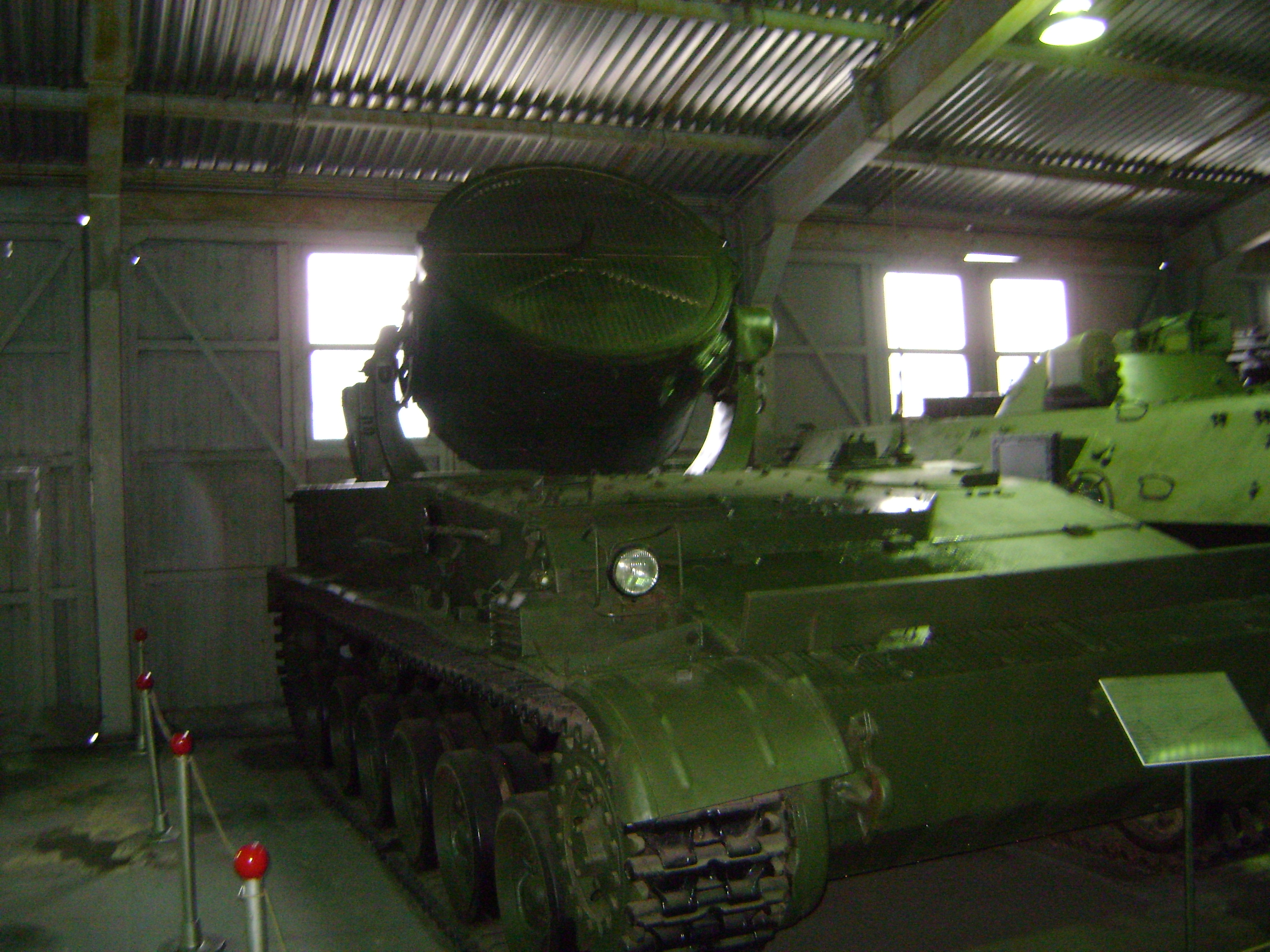
СПУ Объект 117 в бронетанковом музее в Кубинке

«Объект 117» — самоходная прожекторная установка, проект бронированной машины на гусеничном ходу, предназначенной для освещения поля боя в ночных условиях.

## История создания
К концу 1950-х годов появились первые массовые приборы ночного видения (ПНВ). Они были очень несовершенны, и требовали для работы инфракрасной подсветки, которая, в свою очередь, легко засекалась ПНВ противника и демаскировала технику. Появилась идея создать автономный прожектор для подсветки противника, причем установка должна была быть самоходной (чтобы сопровождать бронетехнику) и достаточно защищенной (иначе она могла быть легко выведена из строя).
В 1959 году оборонная промышленность получила задачу создать перспективную самоходную прожекторную установку. Разработку нового проекта поручили ОКБ-3 «Уралмашзавода» и заводу № 686 Совета народного хозяйства Московского городского экономического района. Проект получил рабочее обозначение «Объект 117». К 1961 г. было построено два образца.

## Конструкция и ТТХ
Машина использует шасси от самоходной артиллерийской установки СУ-100П, максимальная толщина брони 18 мм. Двигатель В-105 мощностью 400 л. с. По сравнению с СУ-100П, силовая установка была переработана: был добавлен дополнительный вал отбора мощности, связанный с отдельным электрогенератором ПГ-22/115 мощностью 22 кВт для энергоснабжения прожекторной установки.
Позади моторного отсека в корпусе имелся открытый объем для прожекторной установки типа ТП-15-1. Прожектор крепился на поворотное устройство с U-образной опорой. Механические приводы установки обеспечивали круговую наводку прожектора по горизонтали. Прожектор в рабочем режиме мог качаться от −15° до +90° в вертикальной плоскости, а в походном положении прожектор поворачивался вниз на 90°.
Прожектор мог использовать дуговую лампу или лампу накаливания. В задней части корпуса находился отражатель-параболоид диаметром 1,5 м. Осевая сила света достигала 700 мегакандел. В состав прожектора входил управляемый светофильтр, необходимый для изменения режима работы. В зависимости от имеющейся задачи, прожектор мог работать в видимом или инфракрасном диапазоне.
При использовании дуговой лампы без светофильтра прожектор мог с достаточной эффективностью подсветить полосу местности шириной 600 м на дистанции 3500 м. Использование лампы накаливания снижало эффективную дальность до 2800 м, а ширину полосы — до 300 м. Мощность прожектора была настолько велика, что он выжигал траву на расстоянии нескольких метров. При использовании инфракрасных светофильтров «Объект 117» мог обеспечить работу существующих танковых прицелов на дистанциях до 800 м.

## Закрытие проекта
Всего к 1961 г. было построено два образца, однако испытания выявили ряд недостатков, в частности недостаточную проходимость шасси и низкий ресурс дуговой лампы. К этому времени появилось новое поколение приборов ночного видения, не требующих инфракрасной подсветки. Таким образом, необходимость в этом классе машин отпала, и дальнейшее развитие и совершенствование проекта посчитали нецелесообразным.